# Daryl Anderson
Daryl Anderson (* 1. Juli 1951 in Seattle, Washington) ist ein US-amerikanischer Schauspieler.

## Leben
Anderson studierte an der University of Washington School of Drama, die er mit dem Bachelor of Fine Arts abschloss. Sein Filmdebüt hatte er 1976 in einer kleinen Nebenrolle in der Komödie Catch Ferrari neben Stockard Channing. Im Jahr darauf erhielt er die Rolle des Fotografen Dennis Price in der Fernsehserie Lou Grant, die er bis 1982 in 114 Folgen darstellte und durch die er beim US-amerikanischen Fernsehpublikum bekannt wurde. Nachdem die Serie 1982 abgesetzt worden war, spielte er Gastrollen in vielen erfolgreichen Fernsehserien wie T.J. Hooker, Trio mit vier Fäusten und Das A-Team.
1980 trat Anderson der Screen Actors Guild bei, für die er in leitender Funktion bis 2002 tätig war. Zwischen 1995 und 2010 war er Mitproduzent der Screen Actors Guild Awards.

## Filmografie (Auswahl)
Fernsehen
- 1977–1982: Lou Grant
- 1981: Love Boat
- 1984: Hardcastle & McCormick (Hardcastle and McCormick)
- 1985: Die Fälle des Harry Fox (Crazy Like a Fox)
- 1985: T. J. Hooker
- 1985: Trio mit vier Fäusten (Riptide)
- 1986: Das A-Team (The A-Team)
- 1987: Monster Busters (Film)
- 1995: Melrose Place
- 1998: Flippers neue Abenteuer (Flipper (The New Adventure of Flipper))
- 1998: X-Factor: Das Unfassbare (Beyond Belief: Fact or Fiction)
- 1999: Schatten der Leidenschaft (The Young and the Restless)
- 2000: General Hospital
- 2002–2004: Zeit der Sehnsucht (Days of Our Lives)